# Wolfgang Filohn
Wolfgang Filohn (* 17. August 1951) ist ein ehemaliger deutscher Fußballspieler. In der höchsten Spielklasse des DDR-Fußballs, der Oberliga, spielte er für den BFC Dynamo.

## Sportliche Laufbahn

### BSG- und Clubstationen
Filohn begann seine fußballerische Ausbildung in seinem Heimatort bei der BSG Lokomotive Luckau. Im August 1966 wechselte er in den Nachwuchs des BFC Dynamo.
Der UEFA-Juniorenturniersieger spielte von April 1971 bis Mai 1975 in 48 Partien für den BFC in der Oberliga. In der höchsten Spielklasse des DDR-Fußballs erzielte er einen Treffer für die Weinroten. Dieses Tor erzielte er am 9. Spieltag der Saison 1972/73 beim 2:1-Heimsieg des BFC gegen den FC Vorwärts Frankfurt (Oder).
1970/71 erreichte er mit dem späteren DDR-Rekordmeister das Finale des FDGB-Pokals. Dort verloren die Ost-Berliner jedoch gegen den Dresdner Namensvetter aus der Sportvereinigung Dynamo mit 1:2 nach Verlängerung.
Im Europapokal bestritt er zwei Spiele. Mit dem BFC Dynamo traf er dabei im UEFA Cup der Saison 1972/73 auf den späteren Cupgewinner FC Liverpool, dem sich die Ost-Berliner nach einem torlosen Heimremis aufgrund einer 1:3-Niederlage in Anfield im Achtelfinale geschlagen geben mussten.
Häufiger als in der Oberligaelf wurde Filohn aber in der 2. Mannschaft aufgeboten, die in der zweitklassigen Liga antrat. Ab Mitte der 1970er-Jahre war der Abwehrspieler dann fernab der internationalen Bühne für die SG Dynamo Süd Berlin und die BSG Bergmann-Borsig Berlin am Ball.

### Auswahleinsätze
Mit den DDR-Junioren, für die er insgesamt neun Spiele bestritt, gewann er 1970 das UEFA-Juniorenturnier in Schottland. In der U-21-Auswahl wurde Filohn 1973 dreimal eingesetzt.

## Trainerlaufbahn
Nach seiner aktiven Spielerlaufbahn war Wolfgang Filohn im Trainerberuf tätig. Gemeinsam mit Peter Rohde, mit dem er bereits einst bei den Ost-Berlinern in der Oberliga zusammengespielt hatte, betreute er beispielsweise 1986/87 das Juniorenoberligateam des BFC Dynamo.

## Trivia
1980 hatte Wolfgang Filohn einen Kurzauftritt als Fußballschiedsrichter in der Folge Der Hinterhalt der Krimiserie Polizeiruf 110 im Fernsehen der DDR.